# Henriette Rasmussen

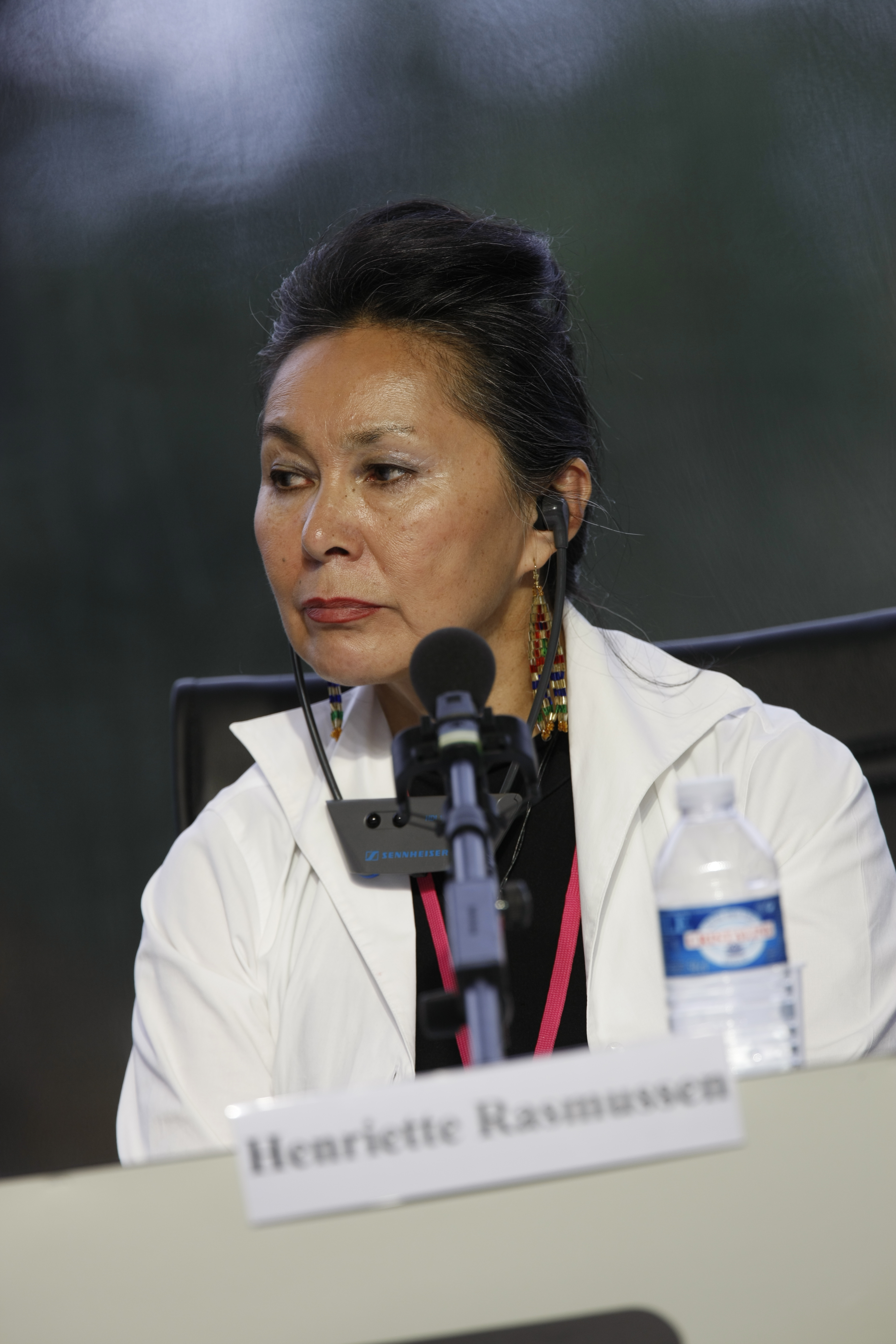
Henriette Rasmussen, 2009.

Henriette Ellen Kathrine Vilhemine Rasmussen, född 8  juni 1950 i Qasigiannguit i Grönland, död 3 mars 2017, var en grönländsk politiker (IA) och tidigare  kulturminister.
Efter realexamen i Nuuk utbildade hon sig till lärare i Danmark, där hon inspirerades av rødstrømpernes kamp för lika rättigheter för kvinnor och män. Hon återvände till Grönland år 1975 och arbetade som lärare i Sisimiut. Mellan 1977 och 1978 bodde hon och familjen i  
Utqiaġvik i Alaska i USA där hon undervisade i grönländska och grönländsk kultur. Hon utbildade sig till journalist och arbetade på Grönlands radio i Nuuk.
Henriette Rasmussen engagerade politiskt och ställde, som första kvinna, upp för IA i kommunalvalet i Nuuk år 1983. Hon var medlem av Grönlands regering 1991–95 och 2001–05 och fransk konsul i Nuuk.